# رایشارتسهاوزن
رایشارتسهاوزن (به آلمانی: Reichartshausen) یک شهر در آلمان است که در راین-نکار-کرایس واقع شده‌است. رایشارتسهاوزن ۲٬۰۲۱ نفر جمعیت دارد.